# Джорджич, Зоран
Зоран Джорджич (серб. Зоран Ђорђић; род. 15 октября 1966, Шабац) — сербский гандболист, игравший на позиции вратаря и выступавший за клубы «Партизан» (Белград), «Стад Олимпик Шамбери», «МТ Мельзунген», ГК «Гамбург». Отец гандболиста Петара Джорджича.

## Карьера

### Клубная
Зоран Джорджич начинал свою профессиональную карьеру в югославских клубах «Металопластика» (Шабац) и «Партизан» (Белград). В 1993 году Джорджич выступал за клуб «Витролле», а в 1995 году переходит в «Стад Олимпик Шамбери». В 1997 году Зоран Джорджич переходит в немецкий «Валлау/Масенхайм», где выступает на протяжении 8 лет. В 2005 году Зоран Джорджич становится игроком клуба «Мельзунген», а в 2007 году переходит в «Ветцлар». В 2012 году Зоран Джорджич выступал за немецкий клуб «Гамбург» в связи с тем, что у вратаря Йоханнес Биттера была травма колена.

### Сборная
Зоран Джорджич выступал за сборную Союзной Республики Югославии и провёл за неё 128 матчей. Бронзовый призёр чемпионата Европы 1996 года, чемпионатов мира 1999 и 2001 годов.

### Карьера тренера
В 2009 году Зоран Джорджич был исполняющим обязанности «Ветцлара» после увольнения Фолькера Мудрова, поскольку получил год тому назад тренерскую лицензию. Тренерский пост он занимал в течение сезона, пока тренером не был назначен Михаэль Рот. В апреле 2018 года стал тренером вратарей клуба «Кельце».